# 박선미 (가수)
박선미는 대한민국의 가수다. 2015년 싱글 《Reset Your Life》로 데뷔했다.

## 방송
- 가스펠스타C 3 (2013) - 대상

## 음반
- 가스펠스타C 시즌3 (2013)
- Reset Your Life (2015)